# Lijst van aartsbisschoppen van Milaan

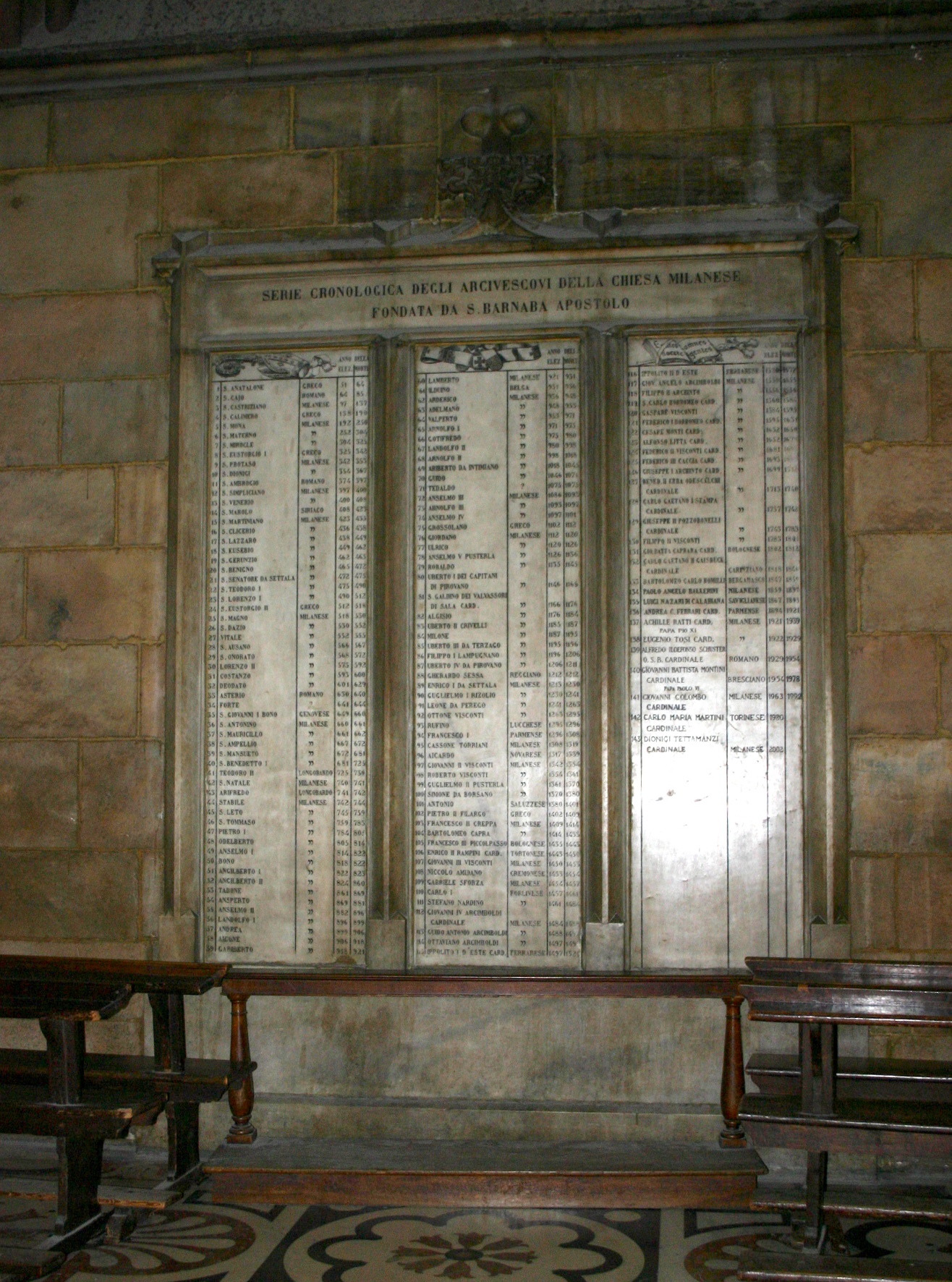
Lijst met aartsbisschoppen zoals weergegeven in de kathedraal van Milaan

Dit is een lijst van aartsbisschoppen van Milaan.  Tot in de 8e eeuw gaat het eigenlijk om gewone bisschoppen, zeer vaak heilig verklaard.  

## tot 400
- St. Anathalon, vroege 3e eeuw
- St. Caius, 3e eeuw
- St. Castricianus, 3e eeuw
- St. Calimerius, 3e eeuw
- St. Mona, 3e eeuw, vroege 4e eeuw
- St. Mirocles, ? – ca. 316
- St. Maternus, ca. 316 – ca. 328
- St. Protasius, ca. 328 – ca. 344
- St. Eustorgius, ca. 344 – ca. 349
- St. Dionysius, ca. 349 – ca. 360, gaat in 355 in ballingschap
- Auxentius, 355 – 374 (ariaanse tegenbisschop)
- St. Ambrosius, 374 – 397
- St. Simplicianus, 397 – ca. 400

## 400 tot 800
- H. Venerius, ca. 400 – ca. 408
- H. Marolus, ca. 408 – ca. 423
- H. Martinianus, ca. 423 – ca. 435
- H. Glycerius, ca. 435 – ca. 440
- H. Lazarus, ca. 440 – ca. 449
- H. Eusebius, ca. 449 – ca. 462
- H. Gerontius, ca. 462 – ca. 465
- H. Benignus Bossius, ca.  465 – ca. 472
- H. Senator, ca. 472 – ca. 475
- H. Theodorus I Medicius, ca. 475 – ca. 490
- H. Laurentius I, ca. 490 – ca. 511
- H. Eustorgius II, 512 – ca. 518
- H. Magnus Trincherius, ca. 518 – ca. 530
- H. Dacius, ca.  530 – ca. 552
- H. Vitalis, ca.  552 – ca. 556
- H. Ausanus, ca. 556 – ca. 560
- H. Honoratus, ca. 560 – ca. 571
- Fronto, ca. 571 – ca. 573
- Laurentius II, ca. 573 – ca. 593
- Constantius, ca. 593 – 600
- Adeodatus, 600 – 628
- Asterius, 629 - 639
- Fortis, 639 – 641
- H. Johannes I. Bonus, 641 – 659 of 669
- H. Antoninus, 669 - 671
- H. Mauricilius, 671 (vier maanden)
- H. Ampelius, 672 – 676
- H. Mansuetus, 676 - 685
- H. Benedictus I., 685 – 732
- Theodorus II, 732 – 746
- sedisvacatie
- H.Natalis, 750 – 751
- Arifredus, ca. midden 8e eeuw
- Stabilis, ca. midden 8e eeuw
- Letus Marcellinus, ca. midden 8e eeuw
- Thomas, 755 – ca. 783 (eerste aartsbisschop)
- Petrus I, ca. 783 – ca. 803

## 800 tot 1200
- Odelperto, ca.  803 – ca. 813
- Anselmo I Biglia, ca. 813 – 818
- Bono Castiglioni, 818 – 822
- Angilberto I, 822 – 823
- Angilberto II Pusterla, 824 – 859
- Tadone, 860 – 868
- Ansperto Confalonieri da Biassono, 868 – 881
- Anselmo II Capra, 882 – 896
- Landolfo I Grassi, 896 – 899
- Andrea da Canciano, 899 – 906
- Aicone Oldrati, 906 – 918
- Garimberto di Besana, 918/9 – 921
- Lamperto, 921 – 931
- Ilduino, 931 – 936
- Arderico Cotta, 936 – 948
- Manasse, 948 – 962/3
- Adelmanno, 948 – 953
- Valperto de Medici, 953 – 970
- Arnolfo I, 970 – 974
- Gotifredo, 974 – 979
- Landolfo II da Carcano, 980 – 998
- Arnolfo II da Arsago, 998 – 1018
- Ariberto da Intimiano, 1018 – 1045
- Guido da Velate, 1045 – 1071
- Attone, 1072 – 1085
  - Gotofredo da Castiglione,  1072/3 – 1075 (tegenbisschop)
  - Tedaldo da Castiglione, 1075 – 1085 (tegenbisschop)
- Anselmo III da Rho, 1086 – 1093
- Arnolfo III, 1093 – 1097
- Anselmo IV da Bovisio, 1097 – 1101
- Pietro II Grosolano, 1102 – 1112 († 1117)
- Giordano da Clivio, 1112 – 1120
- Olrico da Corte,  1120 – 1126
- Anselmo V della Pusterla, 1126 – 1135
- Robaldo, 1135 – 1145
- Oberto da Pirovano, 1146 – 1166
- St. Galdino della Sala, 1166 – 1176
- Algisio da Pirovano, 1176 – 1185
- Uberto Crivelli, 1185 – 1187, de latere paus Urbanus III
- Milone da Cardano, 1187 – 1195
- Oberto da Terzago, 1195 – 1196
- Filippo da Lampugnano, 1196 – 1206

## 1200 tot 1600
- Uberto da Pirovano, 1206 – 1211
- Gerardo da Sessa, 1211
- sedisvacatie
- Enrico da Settala, 1213 – 1230
- Guglielmo I da Rizolio, 1230 – 1241
- Leone da Perego, 1241 – 1257
- Ottone Visconti, 1262 – 1295
- Ruffino da Frisseto, 1295 – 1296
- Francesco da Parma, 1296 – 1308
- Castone della Torre, 1308 – 1317 († 1319)
- Aicardo Antimiani, 1317 – 1339
- sedisvacatie
- Giovanni Visconti, 1342 – 1354
- Roberto Visconti, 1354 – 1361
- Guglielmo da Pusterla, 1361 – 1369/71
- Simone Borsano, 1369/71 – 1376 († 1381)
- Antonio de Saluzzo, 1376 – 1401
- Pietro Filargo da Candia, 1402 – 1409, tegenpaus Alexander V
- Francesco Creppa, 1409 – 1414
- Bartolomeo Capra, 1414 – 1433
- Francesco Piccolpasso, 1435 – 1443
- Enrico Rampini, 1443 – 1450
- Giovanni Visconti II, 1450 – 1453
- Niccolò Amidani, 1453 – 1454
- Timoteo Maffeo, 1454 († 1470)
- Carlo Gabriele Sforza, 1454 – 1457
- Carlo da Forlì, 1457 – 1461
- Stefano Nardini, 1461 – 1484
- Giovanni Arcimboldi, 1484 – 1488
- Guidantonio Arcimboldi, 1489 – 1497
- Ippolito I d'Este, 1497 – 1520
- Ippolito II d'Este, 1520 – 1550
- Giovanni Angelo Arcimboldi, 1550 – 1555
- Filippo Archinto, 1556 – 1558
- Ippolito II d'Este, 1558 – 1559 (opnieuw)
- Giovanni Angelo Medici, 1559 – 1560
- St. Carolus Borromeus, 1560 – 1584
- Gaspare Visconti, 1584 – 1595
- Federico Borromeus, 1595 – 1631

## 1600 tot 2000
- Cesare Monti, 1632 – 1650
- Alfonso Litta, 1652 – 1679
- Federico Visconti, 1681 – 1693
- Federico Caccia, 1693 – 1699
- Giuseppe Archinto, 1699 – 1712
- Benedetto Erba-Odescalchi, 1712 – 1737
- Carlo Gaetano Stampa, 1737 – 1742
- Giuseppe Pozzobonelli, 1743 – 1783
- Filippo Visconti, 1783 – 1801
- Giovanni Battista Caprara, 1802 – 1810
- sedisvacatie
- Karl Kajetan von Gaisruck, 1816 – 1846
- Bartolomeo Carlo Romilli, 1847 – 1859
- Paolo Angelo Ballerini, 1859 – 1867
- Luigi Nazari di Calabiana, 1867 – 1893
- Andrea Carlo Ferrari, 1894 – 1921, zalige
- Achille Ratti, 1921 – 1922, de latere paus Pius XI
- Eugenio Tosi, 1922 – 1929
- Alfredo Ildefonso Schuster, 1929 – 1954, zalige
- Giovanni Battista Montini, 1954 – 1963, de latere paus Paulus VI
- Giovanni Colombo, 1963 – 1979
- Carlo Maria Martini, 1979 – 2002

## 2002 tot heden
- Dionigi Tettamanzi, 2002 - 2011
- Angelo Scola, 2011 - 2017
- Mario Delpini, 2017 - heden